# Песимизам
Песимизам је мрачно схватање и гледање, филозофско учење по којем је овај свет и све у њему најгоре што може бити, сва стварност невредна и бесмислена, или пак само порицање воље за животом, предавање резигнацији или храбрости без илузија. У филозофији су његови типични представници Шопенхауер и Хартман; у религији је заступљен у будизму; у поезији Бајрон, Михаил Љермонтов и др. Током историје, песимистичко расположење је имало утицаја на све главне области размишљања.

## Етимологија
Термин песимизам потиче од латинске речи pessimus, што значи 'најгори'. Први су га употребили језуитски критичари Волтеровог романа Искреност или оптимизам из 1759. године. Волтер је сатирисао Лајбницову филозофију који је тврдио да је ово „најбољи (оптимум) од свих могућих светова“. У својим нападима на Волтера, језуити из Прегледа Тревоука су га оптужили за песимизам.

## Као психолошка диспозиција
У античком свету, психолошки песимизам је био повезан са меланхолијом, а веровало се да је узрокован вишком црне жучи у телу. Проучавање песимизма има паралеле са проучавањем депресије. Психолози прате песимистичке ставове до емоционалног бола или чак биологије. Арон Бек тврди да је депресија последица нереалних негативних погледа на свет. Бек почиње лечење тако што се упушта у разговор са клијентима о њиховим бескорисним мислима. Песимисти су, међутим, често у стању да дају аргументе који сугеришу да је њихово разумевање стварности оправдано; као у депресивном реализму или (песимистичком реализму). Дефлексија је уобичајена метода коју користе они који су депресивни. Они дозвољавају људима да претпоставе да откривају све што се показује као ефикасан начин скривања. Ставка песимизма на Бековом попису депресије оцењена је као корисна у предвиђању самоубистава. Бекова скала безнађа је такође описана као мерило песимизма.
Вендер и Клајн истичу да песимизам може бити користан у неким околностима: „Ако је неко подвргнут низу пораза, исплати се усвојити конзервативни план одмарања, чекања и допуштања другима да ризикују. Такво чекање би се подстакло песимистичким гледиштима. Слично томе, ако неко граби у жетоне живота, исплати се усвојити експанзивни приступ преузимања ризика и на тај начин максимизирати приступ оскудним ресурсима.”

## Критика

### Прагматична критика
Кроз историју, неки су закључили да се песимистички став, иако оправдан, мора избегавати да би се опстало. Оптимистички ставови су фаворизовани и емоционално разматрани. Ел Газали и Вилијам Џејмс одбацили су свој песимизам након што су претрпели психолошку, или чак психосоматску болест. Критике ове врсте, међутим, претпостављају да песимизам неизбежно води до мрачног расположења и потпуне депресије. Многи филозофи се не би сложили, тврдећи да се термин „песимизам” злоупотребљава. Веза између песимизма и нихилизма је присутна, али прво не води нужно ка другом, како су веровали филозофи попут Албера Камија. Срећа није нераскидиво повезана са оптимизмом, нити је песимизам нераскидиво повезан са несрећом. Лако би се могао замислити несрећни оптимиста и срећни песимиста. Оптужбе за песимизам могу се користити да се ућутка легитимна критика.
Економиста Нуриел Рубини (који се представља као др Дум) у великој мери је одбачен као песимиста, због његових страшних, али донекле тачних предвиђања надолазеће глобалне финансијске кризе, 2006. Међутим, финансијски новинар Џастин Фокс је приметио у Харвардском пословном прегледу из 2010. да „У ствари, Рубини није тачно предвидео кризу која је почела средином 2007... Рубини је провео неколико година предвиђајући сасвим другачију врсту кризе – ону у којој су стране централне банке диверзификовале своја средства из државних обвезница подстичући трчање на долар – само да би се крајем 2006. окренуо упозорењу на крах стамбених улагања у САД и глобално „тврдо слетање“. Он ипак није дао савршено јасну или (ретроспективно) тачну визију како ће се то тачно одиграти ... Више сам него мало зачуђен статусом пророка који му је од тада додељен." Други су приметили да је „проблем у томе што мада је он био спектакуларно у праву у овоме првом, наставио је да предвиђа изнова и изнова, како су се тржишта и привреда опоравили у годинама након колапса, да ће доћи до кризе и да су екстремнији крахови неизбежни. Његови позиви, након његове првобитне изјаве, били су доследно погрешни. Заиста, да сте га слушали, а многи инвеститори јесу, пропустили бисте најдужу трку на берзи у историји америчког тржишта.” Један други извор је приметио: „За пророка, он ужасно често греши." Тони Робинс је написао: „Рубини је упозорио на рецесију 2004. (погрешно), 2005. (погрешно), 2006. (погрешно) и 2007. (погрешно)” ... и он је „предвидео (погрешно) да ће доћи до 'значајне' корекције на берзи у 2013.” Говорећи о Рубинију, економиста Анирван Банерџи је за Њујорк тајмс рекао: „Чак и заустављен сат је тачан два пута дневно.” Економиста Нариман Бехравеш је рекао: „Нуриел Рубини је запевао о пропасти већ 10 година. На крају ће нешто и остварити."

## Други облици песимизма

### Филозофски песимизам
Филозофски песимизам није стање ума или психолошка диспозиција, већ је то поглед на свет или филозофска позиција која приписује негативну вредност животу или постојању. Филозофски песимисти обично тврде да свет садржи емпиријску превагу бола над задовољствима, да је његово постојање онтолошки или метафизички штетно за жива бића и да је живот у основи бесмислен или без сврхе.